# Calumma jejy
Calumma jejy este o specie de cameleoni din genul Calumma, familia Chamaeleonidae, descrisă de Christopher John Raxworthy și Ronald Archie Nussbaum în anul 2006. A fost clasificată de IUCN ca specie vulnerabilă. Conform Catalogue of Life specia Calumma jejy nu are subspecii cunoscute.